# Lucy Kennedy
Lucy Kennedy (Brisbane, 11 juli 1988) is een Australisch voormalig wielrenster, triathleet en veldloopster. Als wielrenster was ze van 2018 tot 2021 actief bij de Australische wielerploeg Mitchelton-Scott.
Kennedy won in 2017 het Oceanisch kampioenschap tijdrijden en het eindklassement van de Tour de l'Ardèche. Ze kwam dat jaar uit voor de opleidingsploeg High5 Dreamteam van Rochelle Gilmore. In 2018 maakte ze haar profdebuut bij Mitchelton-Scott. In januari 2019 werd ze tweede in zowel de Women's Tour Down Under en als in de Cadel Evans Great Ocean Road Race. Later die maand won ze de tweede etappe en daarmee ook het eind- en bergklassement van de Women's Herald Sun Tour. In mei won Kennedy de Baskische eendagskoers Durano-Durango Emakumeen Saria. In juli 2019 reed ze solo naar de finish in de derde etappe van de Giro Rosa, maar ze juichte te vroeg en werd op de streep geklopt door Marianne Vos. In augustus won ze solo de eerste vrouweneditie van de Clásica San Sebastián.

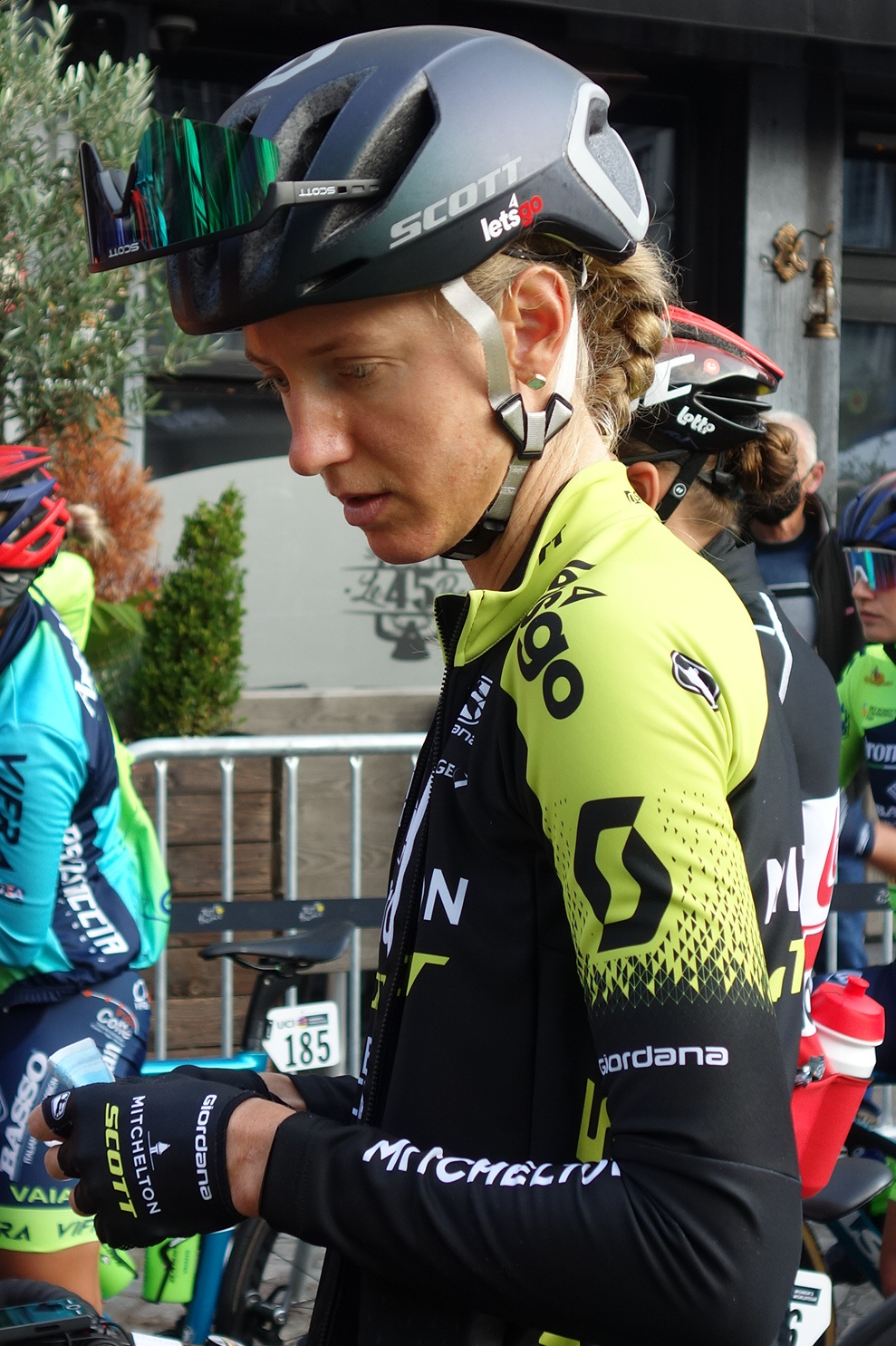
Kennedy bij de Waalse Pijl 2020

In februari 2020 prolongeerde Kennedy haar eindzege in de Herald Sun Tour. In augustus 2021 maakte ze bekend te stoppen na het seizoen.

## Palmares
2017
Eindklassement Tour de l'Ardèche
Puntenklassement Tour de l'Ardèche
6e etappe Tour de l'Ardèche
 Oceanisch kampioene tijdrijden, Elite
 Oceanisch kampioenschap op de weg, Elite
 Australisch kampioenschap op de weg, Elite
2018
 Australisch kampioenschap tijdrijden, Elite
2019
Eindklassement Women's Herald Sun Tour
Bergklassement Women's Herald Sun Tour
2e etappe Women's Herald Sun Tour
Durango-Durango Emakumeen Saria
Clásica San Sebastián
2e in Cadel Evans Great Ocean Road Race
2e in Women's Tour Down Under
2e in derde etappe Giro Rosa
2e in Emakumeen Nafarroako Klasikoa
2020
Eindklassement Women's Herald Sun Tour

### Uitslagen in voornaamste wedstrijden
| Jaar | Amstel Gold Race | Luik-Bast.‑Luik | Strade Bianche | Clásica San Sebastián | Waalse Pijl |  | WK op de weg |
| ---- | ---------------- | --------------- | -------------- | --------------------- | ----------- |  | ------------ |
| 2018 | opgave           |                 | 5e             |                       |             |  | 24e          |
| 2019 | opgave           | 40e             | 25e            | ↑                     | 40e         |  | 41e          |
| 2020 |                  | 36e             | 43e            |                       | 14e         |  | 28e          |
| 2021 | 18e              | opgave          | 67e            | 45e                   | 19e         |  |              |

Allen · Crooks · D'Hoore · Elvin · Kennedy · Manly · Roy · Spratt · Van Vleuten · Williams
Allen · Brown · Elvin · Kennedy · Manly · Roy · Spratt · Tenniglo · Van Vleuten · Williams
Allen · Brown · Elvin · Ensing · Kennedy · Roberts · Roy · Spratt · Tenniglo · Van Vleuten · Williams
Allen · Brown · Campbell · Ensing · Fidanza · Kennedy · Roberts · Roy · Santesteban · Spratt · Tenniglo · Williams · Žigart